# Stephen McNally
Stephen McNally (29 de julio de 1911-4 de junio de 1994) fue un actor estadounidense nacido en Nueva York recordado principalmente por sus interpretaciones en muchos westerns y películas de acción, aunque en los años treinta, antes de dedicarse a la actuación, trabajó como abogado. 
Inició su carrera en el teatro utilizando su nombre real Horace McNally. Sus comienzos en el cine fueron en películas de la época de la Segunda Guerra Mundial, todavía sin aparecer su nombre en los títulos. En 1946, cambió su nombre por el de Stephen McNally y fue apareciendo en los créditos en papeles tanto de matón como de héroe. 
Fue el villano en películas tales como Johnny Belinda (1948) y el western clásico de James Stewart, Winchester '73 (1950). También coprotagonizó la película de cine negro Criss Cross (El abrazo de la muerte) (1949), junto a Burt Lancaster. 
Otras películas notables de los años cincuenta incluyen No Way Out (Un rayo de luz) (1950), Split Second (1953), y Johnny Rocco (1958). En el año de 1964, actuó en el episodio "The Iron Maiden" de la serie El fugitivo con David Janssen en el papel de Jack Glennon. En los años setenta intervino en series de televisión como La isla de la fantasía con Ricardo Montalbán y The Rockford Files.
En 1941 contrajo matrimonio con Rita Wintrich. Falleció en 1994 a causa de un fallo cardíaco, a los  80 años.